# 艾尔·弗兰肯
艾倫·斯圖爾特·「艾爾」·弗蘭肯（英語：Alan Stuart "Al" Franken；1951年5月21日—）是美国的政治人物。他在2009年7月就任明尼苏达州的资浅参议员职位，2017年12月在遭到多名女性指控其對她們有不當行為後宣佈辭職。他隶属民主党籍。

## 備註
1. ↑  弗兰肯當選的任期在2009年1月3日開始，但他因為選舉重新計票和隨後的選舉結果挑戰而延至7月7日才就職。